# Hrvaški Apoksiomen
Hrvaški Apoksiomen, tudi Apoksiomen z Lošinja, Lošinjski Apoksiomen ali Atlet z Lošinja (hrv. Hrvatski Apoksiomen) je 192 cm visok bronast antični kip atleta med umivanjem, ki je bil 1996 najden v morju blizu Lošinja. Sodi med najceloviteje ohranjene različice kipa tipa Efez. Po vsej verjetnosti predstavlja rokoborca.

## Najdba
Leta 1996 je belgijski turist René Wouters pri potapljanju ob otočku Vele Orjule na peščenem dnu med dvema skalama, na globini 45 m, opazil nenevaden predmet človeških oblik. Izkazalo se je, da gre za kip, ki je obtičal med skalama in katerega desna stran (del hrbta, glave, vratu in noge) je bila zasuta s peskom in muljem. Najdba je bila Ministrstvu za kulturo Republike Hrvaške prijavljena šele 1998 in 24. aprila 1999 sta ga na površje dvignila odsek policijskih potapljačev ter strokovnjakov ministrstva za kulturo in zadrskega arheološkega muzeja.

## Opis
Kip predstavlja mladega atleta med čiščenjem znoja in peska s strgalom. Strokovnjaki po mišičastih rokah in hrbtu sodijo, da gre za rokoborca (boksarji imajo navadno nakazane tudi udarce po obrazu). Noge so nagnjene malce na desno, trup pa v levo, tako da ustvarja komaj opazno S-linijo. Noge kipa so rahlo pokrčene; glavnino teže prenaša desna noga, levo stopalo ima privzdignjeno peto. Glava je nagnjena navzdol, pogled je usmerjen na manjkajoče strgalo, ki naj bi ga držal v desnici.
 
Od znane Lizipove različice kipa se loči po tem, da ima roke niže, v višini boka. Umetnostna zgodovinarja Nenad Cambi iz Splita in Vincenzo Saladino iz Firenc menita, da je kip nastal v II. ali I. stoletju pr. n. št. po predlogi iz IV. stoletja pr. n. št. Odlit je bil v bronu s postopkom izgubljenega voska. Sestavljen je iz sedmih delov (glava, trup, roki, nogi, spolovila), ki so zvarjeni z antično tehniko staljenega brona: nogi in roki so bile vdete v polkrožno vdolbino v trupu, spolovilo pa nataknjena na lastovičji rep; glava je bila privarjena z zlitino s precejšnjim deležem svinca in kositra. Med restavriranjem so ugotovili, da se je pri ulivanju v kalup premaknilo glineno polnino v desni nogi, zato je plast brona neenakomerno debela in mehurčasta, kar se odraža v slabši stojnosti kipa. Napake, nastale med ulivanjem, so livarji pred cizeliranjem popravili z vdelavo majhnih pravokotnih in večjih mnogokotnih zaplat – njihova skrbnost nakazuje, da je bil kip zelo dragocen in vreden takšnih popravil. To izpričuje tudi trud, da bi kip deloval čim bolj živo: očesne jamice so zapolnjevali očesni vstavki, ki niso bili najdeni, ustnice in prsne bradavice so narejene iz bakrene pločevine in so zato rahlo rdečkaste barve, lasje so oblikovani kar se da natančno. 
 
Kip stoji na podnožju iz petih delov: zgornje plošče in štirih stranic. Levo stopalo se povsem dotika podnožja, desno pa stoji pa pakrožnem nastavku. Podnožje je okrašeno z izmenjajočimi se sosrednimi kvadrati in meandrasto oblikovanimi svastikami. Ker so okrašene vse stranice razen zadnje, se predvideva, da naj bi kip stal ob steni ali v niši.

## Restavriranje in muzejska hramba
Konservatorsko-restavratorska dela so se začela v oktobru 2000 na Hrvaškem restavratorskem zavodu v Zagrebu. Kip je bil prekrit z morskimi usedlinami in organizmi (školjkami itd.), najraznovrstnejši material pa se je nabral tudi v njegovi votli notranjosti. Naprej so v bazenu s kipa odsoljevali topne soli, sledilo je mehansko odstranjevanje inkrustacije. Ta postopek so na Hrvaškem izvajali prvič, potekal pa je predvsem ročno, zato je s presledki trajal tri leta. Ob koncu so oblikovali še posebno notranjo oporo, ki prevzema vso težo kipa in tako razbremenjuje poškodovano stegno desne noge.

Po restavraciji je kip prevzel zagrebški arheološki muzej. Odločeno je bilo, da bo po končanem gostovanju v Italiji kip vsaj dve leti v zagrebškem muzeju. Nadaljnja hramba je bila negotova, saj so kip zahtevali tako Mali Lošinj in Reka kot Zadar. Konec februarja 2007 se je premier Ivo Sanader izrekel za to, da bi kip hranili v Malem Lošinju, vendar je končno določitev prepustil posebnemu svetu za varstvo kulturne dedščine (Vijeće za kulturna dobra), ki je oktobra 2007 soglasno odločil, da bo Apoksiomen nameščen v Palači Kvarner v Malem Lošinju, kar je potrdilo tudi kulturno ministrtsvo. V ta namen je bila posebnemu odboru, katerega član je bil tudi takratni lošinjski župan Gari Cappelli, naročena preureditev Palače Kvarner, da bo ustrezala vsem merilom za trajno hramba kipa. Ker so ocenili, da bodo dela trajala dve leti, so sklenili, da bo kip vsaj še dve leti v Arheološkom muzeju u Zagrebu. Dejansko so pogodbo za dograditev prostora za hrambo Apoksiomena, v vrednosti 12,5 milijona kun, podpisali šele 3. marca 2012. 

## O kipu
V votli notranjosti kipa so našli obilo raznovrstne organske tvari: kosce lesa (črničevje), lovorove liste, ostanke plodov, semen in žuželk, v podlakti leve roke pa celo gnezdo majhnega glodavca. Na daljšo prisotnost glodavca kažejo tudi koščice oljk in češenj ali višenj, ki se vse končujejo z odprtinico, okrog katere so jasno razvidni sledovi zob. Najdeno rastlinstvo kaže, da kip izvira s katerega grških otokov ali priobalnega pasu. Analiza z ogljikovim izotopom C14 je pokazala, da je najstarejša breskova koščica, iz leta 20 pr. n. št., obdelan kos lesa je iz leta 50 n. št., zoogleneli kos lesa pa iz leta 110 n. št. Glede na razlike v starosti najdenih organskih ostankov ter njihovo raznovrstnost sklepajo, da je bil kip dlje časa odložen na robu kakega naselja, da so imeli glodavci, ki so se naselili v njem, dostop do sadovnjakov, nasadov, polj in travnikov. Ko je kip odplul proti severu Jadrana, najverjetneje v Oglej, Pulj, Raveno ali v zaliv Verige na Velikem Brionu za okras tamkajšnje vile, je bil že starina. Ker na mestu najdbe niti obsežno iskanje na več 1000 km2 ni prineslo nikakršnih ostankov ladje (razen skrivljene sidrne prečke iz svinca in nekaj črepinj amfore iz II. stoletja pr. n. št.), domnevajo, da je kip padel s krova, ko so se pretrgale sidrne vrvi, ali pa ga je posadka sama vrgla v morje, da bi zmanjšala težo ladje in tako laže obvladala ladjo v nevihti. 

## Pomen in muzejska gostovanja
Hrvaški Apoksiomen je najceloviteje ohranjen kip Apoksiomena in kljub napakam eden najlepše izdelanih. Dodatno vrednost ima, ker je bil najden v enem kosu in je izdelan iz brona, kakor večina klasičnih grških kipov, v nasprotju z marmornimi rimskimi kopijami.

Projektu Hrvaški Apoksiomen, ki ga je Hrvaški restavratorski zavod izvdedel skupaj z mnogo drugimi organzacijami, je združena komisija EU in Europe Nostre izkazala poseben pomen, ko mu je 8. junija 2007 izmed 158 prijavljenih projektov iz 32 držav podelila nagrado za kulturno dediščino Evropske unije in medaljo Europe Nostre v kategoriji restavriranja umetnin.
Potem ko je bil kip predstavljen domači javnosti v Zagrebu (18. maj–17. september 2006), je bil od oktobra 2006 do 30. januarja 2007 razstavljen v Firencah (Palazzo Medici Riccardi), kjer si ga je ogledalo 80.000 ljudi; prav Apoksiomen naj bi bil vzrok za množičen obisk palače.
9. julija 2008 je bil kip razstavljen v Etnografskem muzeju v Splitu, septembra istega leta pa v Dubrovniku.
30. 3.–30. 5. 2011 je bil Hrvaški Apoksiomen razstavljen v  Mestnem muzeju Ljubljana v okviru razstave Antični Grki na Hrvaškem. Gostujoča razstava je bila priredba razstav Antički Grci na tlu Hrvatske (Galerija Klovićevi dvori) in Hrvatski Apoksiomen (Hrvaški restavratorski zavod), nastala pa je pod pokroviteljstvom Ministrstva za kulturo Republike Slovenije, Ministrstva za kulturo Republike Hrvaške in Mestne občine Ljubljana  v sodelovanju z Galerijo Klovićevi dvori, Hrvaškim restavratorskim zavodom, Muzejem in galerijami mesta Ljubljane in Restavratorskim centrom Zavoda za varstvo kulturne dediščine Slovenije.
24. aprila 2013 se je kip vrnil s trimesečnega gostovanja v pariškem Louvru v okviru Festivala Hrvaške v Franciji v zagrebški Muzej Mimara.

## Zanimivosti
- Hrvaški Apoksiomen je bil že leta 2004 uvrščen v hrvaški učbenik za umetnost "Opća povijest umjetnosti".[10]
- Osvetlitvi umetnostnozgodovinskega ozdaja kipa je bila namenjena konferenca, ki sta jo organizirala hrvaško kulturno ministrstvo in hrvaški restavratorski zavod.[6]
- Že od same najdbe teče razprava, ali je bil model, po katerem je kipar oblikoval kip, levičar ali desničar. Italijanski minister za šolstvo Giuseppe Fioroni, sicer zdravnik, si je med gostovanjem kipa v Firencah le-tega dobro ogledal in trdil, da ima mišice leve rame bolj razvite kot na desni strani, kar naj bi bil jasen dokaz, da je bil model levičar.[11]
- 31. julija 2013 je bil v zalivu Čikat na Malem Lošinju slovesno odprt podvodni zgodovinski park, ki se razteza na globini 4–12 m. Med razstavljenimi predmeti je tudi replika Hrvaškega Apoksiomena.[12]